# Саванные овсянки
Саванные овсянки (лат. Ammodramus) — род воробьиных птиц из семейства Passerellidae, ранее включался в семейство овсянковых.
В 2018 году по решению Американского орнитологического общества часть видов перенесена в роды Ammospiza и Centronyx.

## Классификация
В род включают 3 вида:
- Ammodramus aurifrons (von Spix, 1825)
- Ammodramus humeralis (Bosc, 1792)
- Ammodramus savannarum (J. F. Gmelin, 1789) — Кузнечиковая саванная овсянка